# تربية نفسية
يشير مصطلح التربية النفسية إلى تثقيف الأشخاص الذين يعانون من حالة صحية عقلية. وفي أغلب الأحيان يتضمن التدريب التربوي النفسي الأشخاص الذين يعانون من الفصام والاكتئاب واضطرابات القلق وأمراض الذهان واضطرابات الأكل واضطرابات الشخصية، هذا فضلاً عن الدورات التدريبية للمرضى في سياق العلاج من الأمراض الجسدية. كما أن هذا التدريب يشمل أفراد العائلة. والهدف هو أن يتفهم المريض المرض الذي يعاني منه وأن يتمكن من التعامل معه بصورة أفضل. كما يتم تعزيز مواطن القوة لدى المريض وموارده ومهاراته في التأقلم، وذلك لاستيعاب أن الانتكاس جزء من عملية التعافي والمساهمة في تحسين الصحة والعافية على المدى الطويل. والنظرية هي أنه كلما كان لدى المريض قدر أفضل من المعلومات حول مرضه، تحسنت قدرته على التعايش مع حالته.

## مقدمة إلى التربية النفسية
غالبًا ما يكون من الصعب على المريض وأفراد عائلته تقبل تشخيص المريض، فإن للتربية النفسية أيضًا وظيفة وهي المساهمة في التخلص من الشعور بعدم الرضا من الاضطرابات النفسية وتقويض العوائق التي تعترض طريق العلاج. وكثيرًا ما تساعد التربية النفسية في توسيع نطاق رؤية المريض لمرضه من خلال تحسين رؤية أسباب المرض وآثاره، ومن الممكن أن يؤثر هذا الفهم المتزايد إيجابيًا على المريض. وتنخفض مخاطر التعرض للانتكاس بهذه الطريقة، فالمرضى وأفراد العائلة الأكثر اطلاعًا ووعيًا بالمرض يقل لديهم الشعور بالعجز. أهم عناصر التربية النفسية هي:
- نقل المعلومات (أعراض الاضطراب وأسبابه ومفاهيم العلاج وما إلى ذلك.)
- تفريغ الشحنة العاطفية (التفهم للتشجيع والنهوض بالروح المعنوية، الاهتمام بتبادل التجارب مع الآخرين، التواصل، وما إلى ذلك).
- دعم العلاج الدوائي أو العلاج النفسي حيث يعزز ذلك التعاون بين أخصائي الصحة العقلية والمريض (الامتثال، الالتزام).
- المعاونة في مساعدة الذات (على سبيل المثال، التدريب، حيث يتم التعرف على مواقف الأزمات على الفور وكذلك الخطوات التي يجب اتخاذها للتمكن من مساعدة المريض).

## معلومات تاريخية

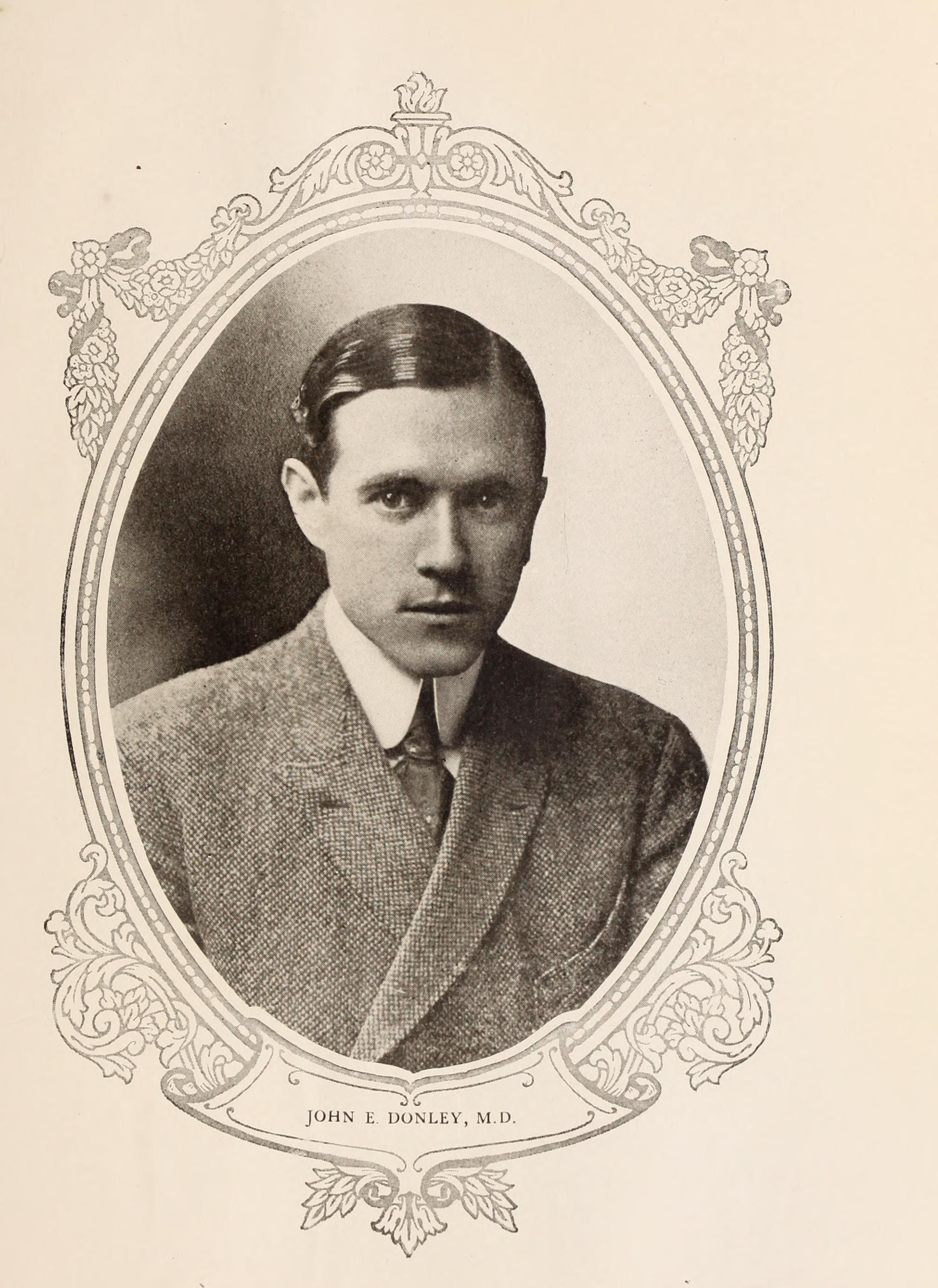
الدكتور جون إي دونلي

لوحظ ظهور مفهوم التربية النفسية لأول مرة في الكتابات الطبية في مقال كتبه جون إي دونلي (John E. Donley) بعنوان «العلاج النفسي وإعادة التأهيل» (Psychotherapy and re-education) في دورية علم النفس المرضي (The Journal of Abnormal Psychology) التي نُشرت عام 1911. ولم يظهر الاستخدام الأول لكلمة «التربية النفسية» في الكتابات الطبية إلا بعد مرور 30 عامًا في عنوان كتاب عيادة التربية النفسية (The psychoeducational clinic) من تأليف براين إي توملينسون (Brian E. Tomlinson. New York, NY, US: MacMillan Co.) وقد نُشر هذا الكتاب في عام 1941. أما في اللغة الفرنسية، فإن أول ظهور لمصطلح psychoéducation أو التربية النفسية فكان في الرسالة الجامعية "La stabilité du comportement" التي نُشرت في عام 1962.
ويُعزى انتشار مصطلح التربية النفسية وتطوره إلى شكله الحالي في المقام الأول إلى الباحثة الأمريكية سي إم أندرسون (C.M. Anderson) في عام 1980 في سياق علاج الفصام. فقد ركز بحثها على تثقيف الأقارب بشأن عملية الفصام وأعراضها. كما ركز بحثها على ترسيخ السلطة الاجتماعية وتحسين تعامل أفراد العائلة مع بعضهم البعض. وأخيرًا، تضمن بحث سي إم أندرسون أساليب أكثر فعالية للتحكم في الضغوط. وللتربية النفسية في العلاج السلوكي أصولها في إعادة التعرف على المهارات العاطفية والاجتماعية. وفي السنوات القليلة الأخيرة ازداد تطوير برامج المجموعات النظامية، وذلك لجعل المعلومات مفهومة بصورة أكبر للمرضى وذويهم.

## التربية النفسية الفردية والجماعية
يمكن أن تتم التربية النفسية في مناقشة بين شخصين أو في جماعات ويكون ذلك بواسطة مسؤول عن التثقيف الصحي يتمتع بالمؤهلات المطلوبة، فضلاً عن الأخصائيين الصحيين مثل الممرضات والأخصائيين الاجتماعيين وأخصائيي العلاج المهني والخبراء النفسانيين والأطباء. أما في الجماعات، فيتم إخبار العديد من المرضى بمرضهم في وقت واحد. كما يلعب تبادل التجارب بين المرضى المعنيين والدعم التبادلي دورًا في عملية الشفاء.

## المخاطر المحتملة والآثار الجانبية
في الحقيقة، لا يوجد ما يمنع المشاركة في جماعة تربوية نفسية بعيدًا عن التبعات السياسية المترتبة على إجبار الأشخاص على قبول شرعية النموذج الطبي. علاوة على ذلك، كثيرًا ما يكون مرضى الحالات الحادة مثقلون بالذهان الفصامي ويعانون من اضطرابات جسيمة في التفكير والتركيز والانتباه في بداية مرضهم. ومن ثم يجب الحرص على عدم إغراق المريض بكم هائل من المعلومات. كما يجب الأخذ في الاعتبار الآثار الإيجابية لإجراء علاجي مثل التربية النفسية، من حيث المبدأ، وكذلك المخاطر الأخرى المحتملة. فالمعلومات التفصيلية حول المرض، وخاصة تلك المتعلقة بفرص الشفاء واحتمالات العلاج وعملية تطور المرض، قد تجعل المريض و/أو أفراد عائلته يشعرون بالكرب. ولذلك يجب رسم صورة دقيقة للمخاطر المتعلقة بالحالة النفسية للمريض. ويجب كذلك النظر بعين الاعتبار إلى ما يفهمه المريض بالفعل وكم المعلومات التي يمكن للمريض استيعابها ومعالجتها في حالته الراهنة. ويجب الأخذ في الاعتبار القدرة على التركيز وأقصى مستوى من الضغط الانفعالي يمكن للمريض تحمله. وفي سياق برنامج تربوي نفسي، يمكن التفكير في مجموعة مختارة من الجوانب و/أو الاحتمالات العلاجية ومناقشتها مع المريض. وإلا قد يكون المريض صورة غير مكتملة حول مرضه وأفكارًا حول البدائل العلاجية من منطلق المعلومات غير المكتملة. ومع ذلك، يجب أن يقدم الأخصائي صورة كاملة للاحتمالات العلاجية، كما يجب توخي الحذر لعدم إرهاق المريض بكم مفرط من الطلبات، بمعنى آخر، إعطاؤه كمًا كبيرًا من المعلومات دفعة واحدة.

## قائمة المصادر
1. Bäuml, Josef, et al. Psychoeducation: A Basic Psychotherapeutic Intervention for Patients With Schizophrenia and Their Families. Schizophrenia Bulletin. 2006 32 (Supplement 1): S1-S9
2. Hogarty, GE, Anderson, CM, Reiss, D, et al. Family psychoeducation, social skills training and maintenance chemotherapy in the aftercare treatment of schizophrenia: II. Two-year effects of a controlled study on relapse and adjustment. Arch Gen Psychiatry 1991; 48:340–347.

## وصلات خارجية
1. New York State Psychiatric Institute’s Patient and Family Library- A Psychoeducation Project
2. New York City Voices: A Consumer-Run Psychoeducative Project
3. Psychoeducational Article Archive